# Halowe Mistrzostwa Świata w Lekkoatletyce 1997 – bieg na 400 m kobiet
Bieg na 400 m kobiet – jedna z konkurencji rozgrywanych podczas halowych mistrzostw świata w lekkoatletyce w 1997. Eliminacje miały miejsce 7 marca, półfinały rozegrano 8 marca, finał zaś odbył się 9 marca.
Udział w tej konkurencji brały 22 zawodniczki z 16 państw. Zawody wygrała reprezentantka Stanów Zjednoczonych Jearl Miles-Clark. Drugą pozycję zajęła zawodniczka z Jamajki Sandie Richards, trzecią zaś reprezentująca Czechy Helena Fuchsová.

## Wyniki

### Eliminacje
Źródło: 
Bieg 1
| Miejsce | Zawodniczka          | Państwo           | Wynik | Uwagi |
| ------- | -------------------- | ----------------- | ----- | ----- |
| 1.      | Charity Opara        | Nigeria           | 52,02 |       |
| 2.      | Natasha Kaiser-Brown | Stany Zjednoczone | 52,86 |       |
| 3.      | Sally Gunnell        | Wielka Brytania   | 53,05 |       |
| 4.      | Olha Moroz           | Ukraina           | 53,82 |       |
| 5.      | Marina Filipović     | Jugosławia        | 54,18 |       |

Bieg 2
| Miejsce | Zawodniczka     | Państwo           | Wynik | Uwagi |
| ------- | --------------- | ----------------- | ----- | ----- |
| 1.      | Grit Breuer     | Niemcy            | 52,43 |       |
| 2.      | Helena Fuchsová | Czechy            | 52,69 |       |
| 3.      | Olabisi Afolabi | Nigeria           | 52,89 |       |
| 4.      | Tetiana Mowczan | Ukraina           | 52,96 |       |
| 5.      | Adina Valdez    | Trynidad i Tobago | 55,79 |       |
| 6.      | Erum Khanum     | Pakistan          | 64,74 |       |

Bieg 3
| Miejsce | Zawodniczka     | Państwo          | Wynik | Uwagi |
| ------- | --------------- | ---------------- | ----- | ----- |
| 1.      | Sandie Richards | Jamajka          | 52,26 | PB    |
| 2.      | Ionela Târlea   | Rumunia          | 52,49 |       |
| 3.      | Olga Kotlarowa  | Rosja            | 52,63 |       |
| 4.      | Phylis Smith    | Wielka Brytania  | 52,74 |       |
| –       | Ruth Mangue     | Gwinea Równikowa | DNS   |       |
| –       | Angela Camara   | Gwinea           | DNS   |       |

Bieg 4
| Miejsce | Zawodniczka        | Państwo           | Wynik | Uwagi |
| ------- | ------------------ | ----------------- | ----- | ----- |
| 1.      | Jearl Miles-Clark  | Stany Zjednoczone | 52,63 |       |
| 2.      | Hana Benešová      | Czechy            | 52,94 |       |
| 3.      | Deon Hemmings      | Jamajka           | 53,22 |       |
| 4.      | Guðrún Arnardóttir | Islandia          | 53,41 |       |
| 5.      | Nezha Bidouane     | Maroko            | 53,54 |       |

### Półfinały
Źródło: 
Bieg 1
| Miejsce | Zawodniczka       | Państwo           | Wynik | Uwagi |
| ------- | ----------------- | ----------------- | ----- | ----- |
| 1.      | Charity Opara     | Nigeria           | 51,26 |       |
| 2.      | Jearl Miles-Clark | Stany Zjednoczone | 51,55 | SB    |
| 3.      | Ionela Târlea     | Rumunia           | 52,10 | NR    |
| 4.      | Tetiana Mowczan   | Ukraina           | 52,48 |       |
| 5.      | Hana Benešová     | Czechy            | 52,75 |       |
| 6.      | Olga Kotlarowa    | Rosja             | 53,17 |       |

Bieg 2
| Miejsce | Zawodniczka          | Państwo           | Wynik | Uwagi |
| ------- | -------------------- | ----------------- | ----- | ----- |
| 1.      | Sandie Richards      | Jamajka           | 51,53 | PB    |
| 2.      | Grit Breuer          | Niemcy            | 52,16 |       |
| 3.      | Helena Fuchsová      | Czechy            | 52,43 |       |
| 4.      | Natasha Kaiser-Brown | Stany Zjednoczone | 52,82 |       |
| 5.      | Phylis Smith         | Stany Zjednoczone | 52,86 |       |
| 6.      | Olabisi Afolabi      | Nigeria           | 53,33 |       |

### Finał
Źródło: 
| Miejsce | Zawodniczka       | Państwo           | Wynik | Uwagi |
| ------- | ----------------- | ----------------- | ----- | ----- |
| 01 !    | Jearl Miles-Clark | Stany Zjednoczone | 50,96 | WL    |
| 02 !    | Sandie Richards   | Jamajka           | 51,17 | PB    |
| 03 !    | Helena Fuchsová   | Czechy            | 52,04 | PB    |
| 4.      | Ionela Târlea     | Rumunia           | 52,06 | NR    |
| 5.      | Charity Opara     | Nigeria           | 52,19 |       |
| 6.      | Grit Breuer       | Niemcy            | 52,22 |       |